# 대한민국 민법 제570조
대한민국 민법 제570조는 동전-매도인의 담보책임에 대한 민법 채권법 조문이다.

## 조문
제570조(동전-매도인의 담보책임) 전조의 경우에 매도인이 그 권리를 취득하여 매수인에게 이전할 수 없는 때에는 매수인은 계약을 해제할 수 있다. 그러나 매수인이 계약당시 그 권리가 매도인에게 속하지 아니함을 안 때에는 손해배상을 청구하지 못한다.

第570條(同前-賣渡人의 擔保責任) 前條의 境遇에 賣渡人이 그 權利를 取得하여 買受人에게 移轉할 수 없는 때에는 買受人은 契約을 解除할 수 있다. 그러나 買受人이 契約當時 그 權利가 賣渡人에게 屬하지 아니함을 안 때에는 損害賠償을 請求하지 못한다.

## 비교 조문
일본민법 제561조 (타인 권리의 매매에 있어서 매도인의 담보책임) 전조의 경우에 있어서, 매도인은 그 매도한 권리를 취득하여 매수인에게 이전할 수 없는 때에는 매수인은 계약을 해제할 수 있다. 이 경우에 있어서, 계약 당시에 있어서 그 권리가 매도인에게 속하지 아니함을 안 때에는 손해배상을 청구하지 못한다.

## 사례
갑은 을에게 A토지를 매도하였는데 A토지는 국토이용관리법에 따라 허가구역내의 토지였고 갑은 을에게 토지를 이전할 수 없게 된 경우, 갑은 타인의 권리의 매매에 관한 담보책임을 부담하고, 을은 계약을 해제하여 지급한 매매대금을 반환받을 수 있고, 을이 선의인 경우에는 손해배상도 받을 수 있다

## 참고 문헌
- 오현수, 일본민법, 진원사, 2014. ISBN 9788963463452
- 오세경, 대법전, 법전출판사, 2014 ISBN 9788926210277
- 이준현, LOGOS 민법 조문판례집, 미래가치, 2015. ISBN 9791155020869
- 김학동. (2001, 12). Case대비 연습강좌민법-민법 제570조의 담보책임과 손해배상의 범위. 고시연구, 28(12), 134-141.

## 같이 보기
- 담보책임